# 乌克瓦
乌克瓦（Ukwa），是印度中央邦Balaghat县的一个城镇。总人口7108（2001年）。

## 人口
该地2001年总人口7108人，其中男性3542人，女性3566人；0—6岁人口1008人，其中男527人，女481人；识字率71.58%，其中男性为79.59%，女性为63.63%。